# 소사나무
소사나무(Carpinus turczaninovii)는 자작나무과의 갈잎큰키나무이다.